# Wijken en buurten in Horst aan de Maas
De Nederlandse gemeente Horst aan de Maas is voor statistische doeleinden onderverdeeld in wijken en buurten. De gemeente is verdeeld in de volgende statistische wijken:
- Wijk 00 Griendtsveen (CBS-wijkcode:150700)
- Wijk 01 America (CBS-wijkcode:150701)
- Wijk 02 Meterik (CBS-wijkcode:150702)
- Wijk 03 Hegelsom (CBS-wijkcode:150703)
- Wijk 04 Horst (CBS-wijkcode:150704)
- Wijk 05 Melderslo (CBS-wijkcode:150705)
- Wijk 06 Broekhuizen (CBS-wijkcode:150706)
- Wijk 07 Lottum (CBS-wijkcode:150707)
- Wijk 08 Grubbenvorst (CBS-wijkcode:150708)
- Wijk 09 Broekhuizen (CBS-wijkcode:150709)

Een statistische wijk kan bestaan uit meerdere buurten. Onderstaande tabel geeft de buurtindeling met kentallen volgens het Centraal Bureau voor de Statistiek (2008):
| CBS-buurtcode | Buurtnaam                          | Inwonertal | Opp. totaal (ha) | Opp. land (ha) | Ligging                |
| ------------- | ---------------------------------- | ---------- | ---------------- | -------------- | ---------------------- |
| BU15070000    | Griendtsveen                       | 500        | 44               | 43             | Locatie in de gemeente |
| BU15070009    | Verspreide huizen Griendtsveen     | 50         | 933              | 839            | Locatie in de gemeente |
| BU15070100    | America                            | 1210       | 39               | 38             | Locatie in de gemeente |
| BU15070101    | Meerdal                            | 0          | 69               | 62             | Locatie in de gemeente |
| BU15070102    | Loohorst                           | 0          | 52               | 52             | Locatie in de gemeente |
| BU15070109    | Verspreide huizen America          | 1030       | 2328             | 2313           | Locatie in de gemeente |
| BU15070200    | Meterik                            | 760        | 24               | 24             | Locatie in de gemeente |
| BU15070209    | Verspreide huizen Meterik          | 770        | 1139             | 1136           | Locatie in de gemeente |
| BU15070300    | Hegelsom                           | 1220       | 39               | 39             | Locatie in de gemeente |
| BU15070309    | Verspreide huizen Hegelsom         | 690        | 610              | 610            | Locatie in de gemeente |
| BU15070400    | Horst-Centrum                      | 1460       | 38               | 38             | Locatie in de gemeente |
| BU15070401    | Molenveld                          | 2760       | 81               | 81             | Locatie in de gemeente |
| BU15070402    | De Riet                            | 590        | 8                | 8              | Locatie in de gemeente |
| BU15070403    | Weisterbeek                        | 720        | 13               | 13             | Locatie in de gemeente |
| BU15070404    | Nieuwstraat                        | 740        | 14               | 14             | Locatie in de gemeente |
| BU15070405    | Kapellerhof                        | 340        | 17               | 17             | Locatie in de gemeente |
| BU15070406    | Berkelsbroek                       | 760        | 21               | 21             | Locatie in de gemeente |
| BU15070407    | Stuksbeemden                       | 1870       | 33               | 33             | Locatie in de gemeente |
| BU15070408    | De Risselt                         | 1420       | 40               | 40             | Locatie in de gemeente |
| BU15070409    | De Afhang                          | 340        | 77               | 77             | Locatie in de gemeente |
| BU15070410    | Hoogveld                           | 30         | 56               | 56             | Locatie in de gemeente |
| BU15070419    | Verspreide huizen Horst            | 1030       | 1460             | 1446           | Locatie in de gemeente |
| BU15070500    | Melderslo                          | 1230       | 93               | 93             | Locatie in de gemeente |
| BU15070509    | Verspreide huizen Melderslo        | 740        | 797              | 797            | Locatie in de gemeente |
| BU15070600    | Broekhuizenvorst                   | 910        | 40               | 40             | Locatie in de gemeente |
| BU15070609    | Verspreide huizen Broekhuizenvorst | 200        | 543              | 510            | Locatie in de gemeente |
| BU15070700    | Lottum                             | 1200       | 45               | 45             | Locatie in de gemeente |
| BU15070709    | Verspreide huizen Lottum           | 810        | 1602             | 1558           | Locatie in de gemeente |
| BU15070800    | Grubbenvorst-Centrum               | 940        | 34               | 34             | Locatie in de gemeente |
| BU15070801    | De Comert                          | 440        | 22               | 22             | Locatie in de gemeente |
| BU15070802    | 't Reuvelt                         | 800        | 23               | 23             | Locatie in de gemeente |
| BU15070803    | Mddelreuvelt                       | 1160       | 32               | 32             | Locatie in de gemeente |
| BU15070804    | Tuinhaversveld                     | 980        | 22               | 22             | Locatie in de gemeente |
| BU15070809    | Verspreide huizen Grubbenvorst     | 460        | 1280             | 1248           | Locatie in de gemeente |
| BU15070900    | Broekhuizen                        | 640        | 26               | 26             | Locatie in de gemeente |
| BU15070909    | Verspreide huizen Broekhuizen      | 150        | 561              | 547            | Locatie in de gemeente |